# Tracheplexia albimaculata
Tracheplexia albimaculata är en fjärilsart som beskrevs av Antonius Johannes Theodorus Janse 1937. Tracheplexia albimaculata ingår i släktet Tracheplexia och familjen nattflyn. Inga underarter finns listade i Catalogue of Life.